# Tršice
Tršice település Csehországban, a Olomouci járásban. Tršice Přerov, Lazníčky, Nelešovice, Lazníky, Sobíšky, Velký Týnec, Velký Újezd, Daskabát, Svésedlice, Doloplazy és Suchonice településekkel határos. Lakosainak száma 1871 fő (2024. január 1.).

## Népesség
A település lakosságának változását az alábbi diagram mutatja:
| Lakosok száma | 1807 | 2037 | 2194 | 1827 | 1680 | 1545 | 1635 | 1664 | 1760 | 1871 |
|               | 1869 | 1890 | 1921 | 1950 | 1980 | 2001 | 2017 | 2019 | 2022 | 2024 |